# Wahlkreis Marienberg
Der Wahlkreis Marienberg war ein Landtagswahlkreis zur Landtagswahl in Sachsen 1990, der ersten Landtagswahl nach der Wiedergründung des Landes Sachsen. Er hatte die Wahlkreisnummer 54. Für die Landtagswahlen 1994 und 1999 wurde die Wahlkreisstruktur verändert. Das Gebiet des Wahlkreises Marienberg wurde Teil des Wahlkreises Mittleres Erzgebirge.
Der Wahlkreis umfasste alle 35 Gemeinden des Landkreises Marienberg: Ansprung, Blumenau, Deutscheinsiedel, Deutschneudorf, Dittmannsdorf b. Sayda, Dörnthal, Forchheim, Großrückerswalde, Hallbach, Heidersdorf, Kühnhaide, Lauta, Lauterbach, Lengefeld, Lippersdorf, Marienberg, Mauersberg, Neuhausen/Erzgeb., Niederlauterstein, Niedersaida, Niederschmiedeberg, Olbernhau, Pfaffroda, Pobershau, Pockau, Reifland, Reitzenhain, Rittersberg, Rothenthal, Rübenau, Satzung, Seiffen/Erzgeb., Wernsdorf, Wünschendorf und Zöblitz.

## Ergebnisse
Die Landtagswahl 1990 fand am 14. Oktober 1990 statt und hatte folgendes Ergebnis für den Wahlkreis Marienberg:
| Direktkandidat   | Partei (Kürzel) | Erststimmen (%) | Zweitstimmen (%) |
| ---------------- | --------------- | --------------- | ---------------- |
|                  | DA              | -               | 00,5             |
| Karl-Heinz Binus | CDU             | 58,3            | 61,6             |
|                  | Chr. L          | -               | 01,0             |
|                  | DBU             | -               | 00,4             |
| Helfried Fischer | DSU             | 05,6            | 03,6             |
| Gert Brückner    | F.D.P.          | 06,4            | 04,2             |
| Dieter Thürasch  | LL-PDS          | 06,8            | 06,4             |
|                  | NPD             | -               | 00,9             |
| Peter Fritzsche  | FORUM           | 07,7            | 04,5             |
|                  | RAP             | -               | 00,1             |
|                  | SHB             | -               | 00,1             |
| Ralf Schenk      | SPD             | 15,2            | 16,7             |

Es waren 47.086 Personen wahlberechtigt. Die Wahlbeteiligung lag bei 80,4 %. Von den abgegebenen Stimmen waren 4,8 % ungültig. Als Direktkandidat gewählt wurde Karl-Heinz Binus (CDU). Er erreichte 58,3 % aller gültigen Stimmen.